# Accidente de tránsito

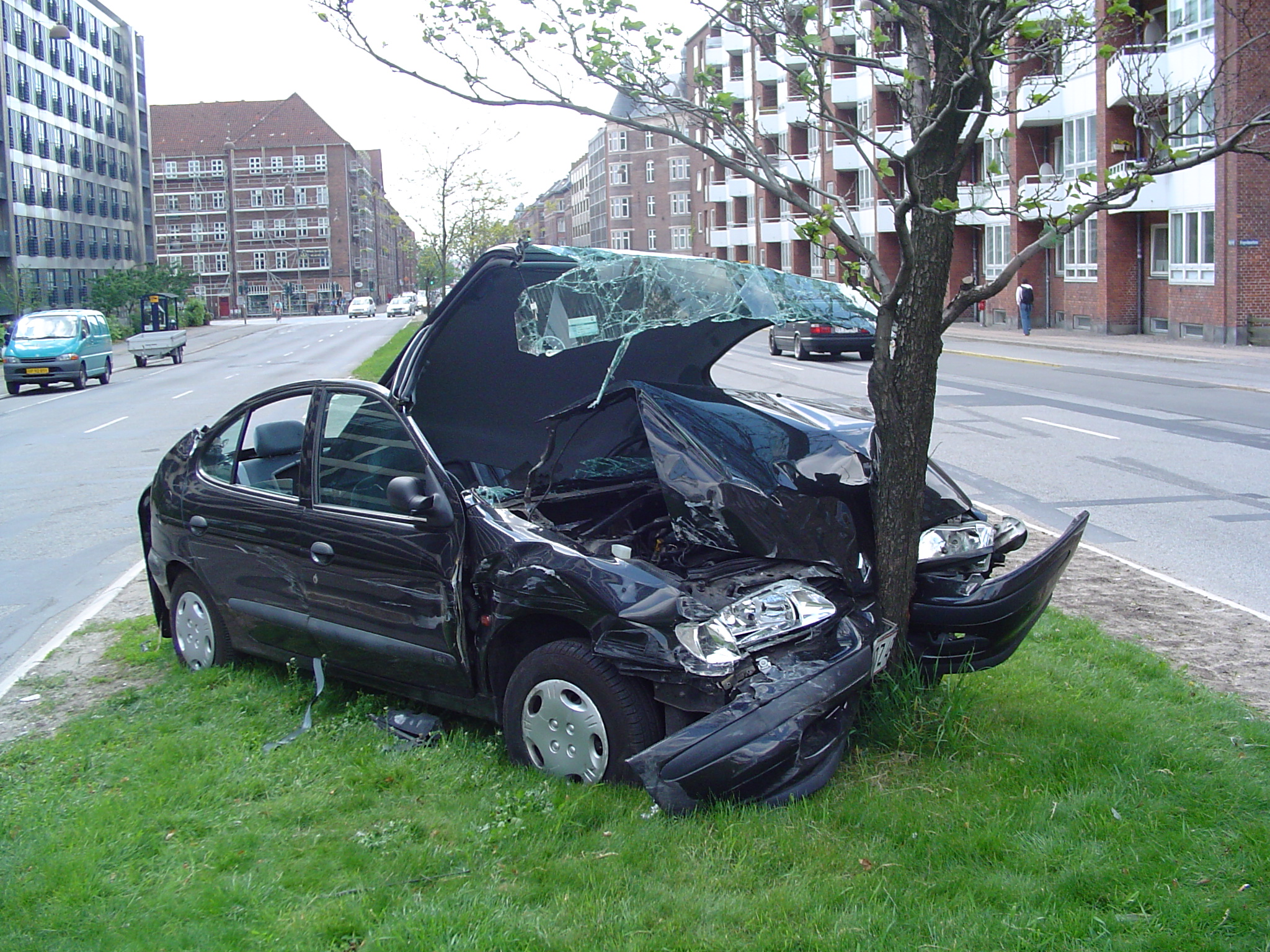
Copenhague. Renault mégane siniestrado

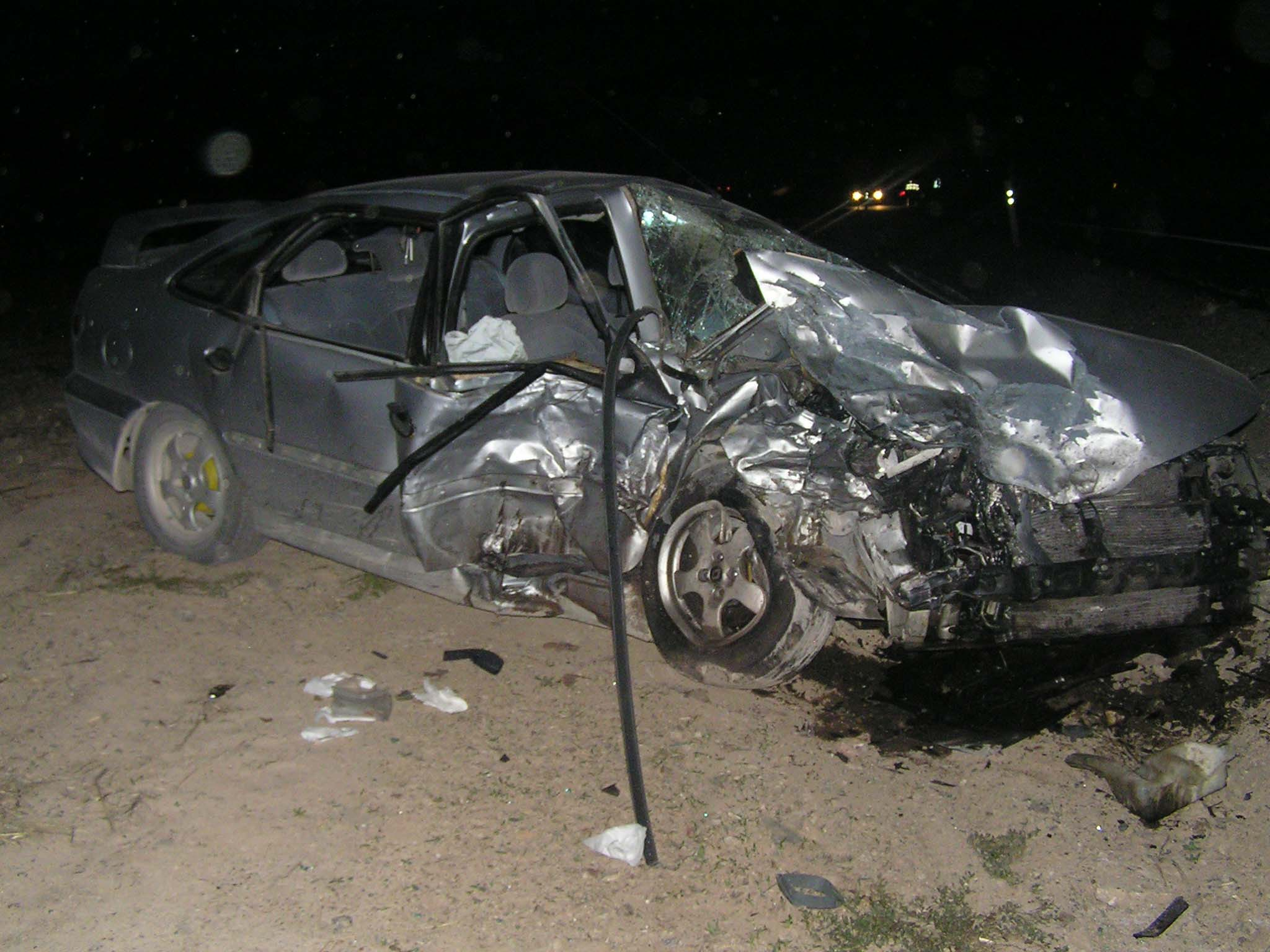
Accidente en Andalucía. (España)

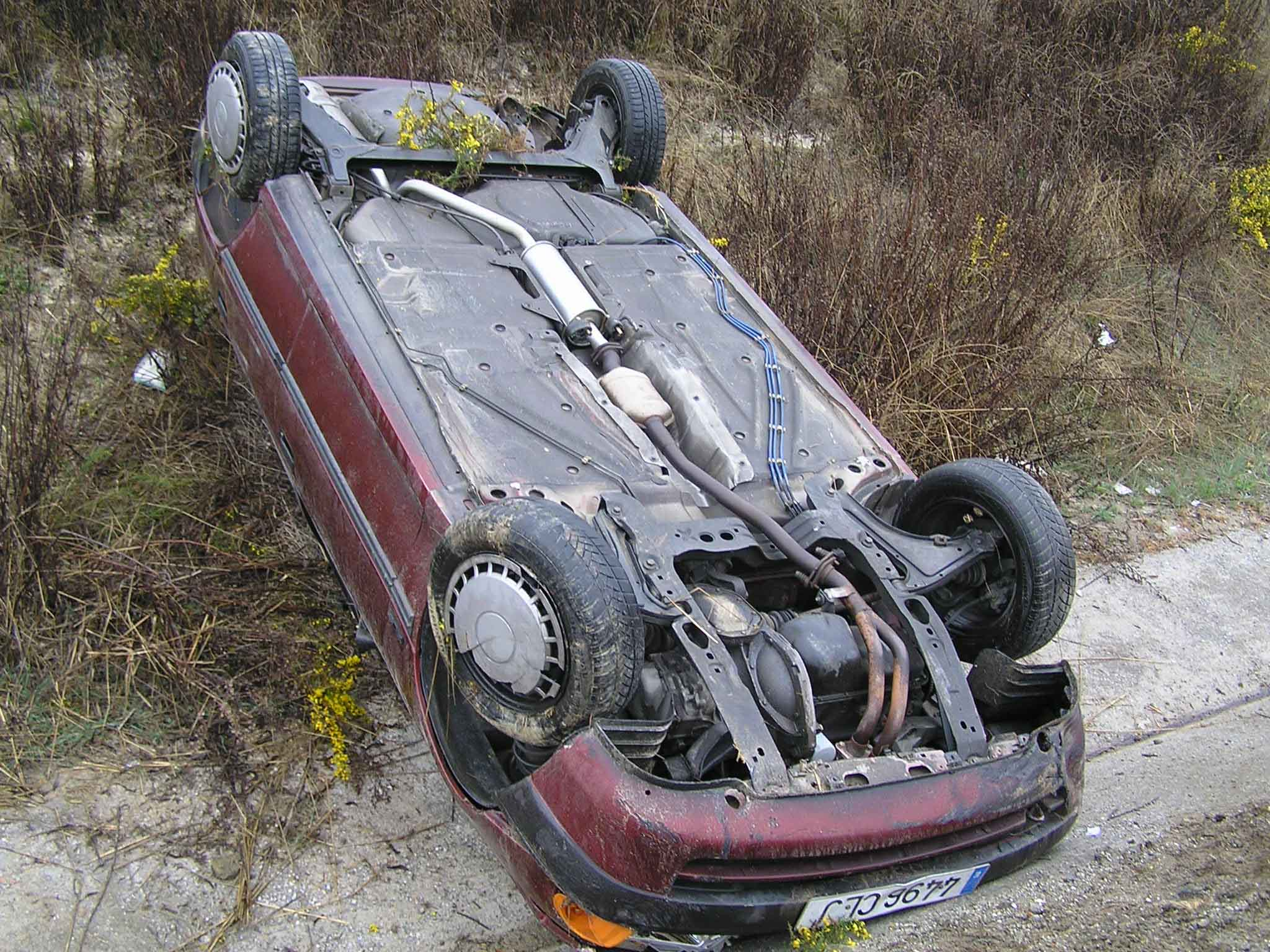
Coche volcado tras un accidente (España).

Un accidente de tránsito o accidente de tráfico, (también, accidente automovilístico, siniestro vial, siniestro automovilístico o accidente vial, entre otros sinónimos no equivalentes) es un suceso que ocurre generalmente cuando un vehículo colisiona contra uno o más sectores de la vialidad (otro vehículo, una persona [véase peatón], un animal, escombros del camino) u otra obstrucción estacionaria como un poste, un edificio, un árbol, entre otros. Estos accidentes a menudo provocan daños materiales (daños a los vehículos involucrados o al objeto embestido), daños patrimoniales (pérdida o deterioro de bienes inmuebles o infraestructuras), daños humanos (lesiones de diversa gravedad, discapacidad o muerte), así como costos financieros tanto para la sociedad como para las personas involucradas.
Se usa el término accidente cuando el evento es imprevisible, y siniestro cuando no lo es. Así, ante un evento de atropello de un peatón que termina con el fallecimiento de este, se trata de un siniestro vial cuando el conductor no prestaba atención, pero es considerado accidente cuando al conductor le da un infarto al volante y deja de tener control sobre el vehículo. Mientras que todo accidente de tráfico es un siniestro vial no todos los siniestros viales son accidentes. La diferencia radica en que la causa que origina un accidente de tráfico no puede ser evitada."El accidente no es accidental".Las propias autoridades relacionadas con la conducción, como es el caso de la DGT en España, han confirmado que aunque "los accidentes de tráfico son un fenómeno comúnmente atribuido al azar", lo cierto es que "un estudio del fenómeno de la siniestralidad demuestra la falsedad de estas creencias tan extendidas entre la población conductora".
Los siniestros viales no son aleatorios ni imprevisibles, y usualmente están acompañados por corresponsabilidades, como pueden ser ajenas al conductor (falta de señalización adecuada, carencia de iluminación en las calles, falla mecánica del vehículo, la mala construcción o el mal estado de una calle/avenida, etc.), así como propios de los conductores en cuestión (no respetar las señales de tráfico conducir en estado de ebriedad u otros efectos de estupefacientes, distracciones como utilizar el celular mientras se maneja, conducir con exceso de velocidad, realizar maniobras peligrosas, etc.).
Si bien, en la mayoría de los siniestros no se generaliza la culpabilidad, aunque no hay intención de lastimar, hay culpa o responsabilidad. Por ejemplo, un conductor en estado de ebriedad atropella peatones por accidente, sin embargo sabe que es ilegal manejar en ese estado así como el hecho de que, encontrarse en estado etílico, reduce sus capacidades de maniobra, por lo que el hecho vial deja de ser impredecible o inevitable.

## Tipos de incidentes de tráfico o tránsito
Sólo puede hablarse de incidente involuntario cuando se alude a la parte pasiva de la acción, es decir, a quien se involucra en un siniestro de tráfico sin poder evitarlo. Porque, salvo la intervención de la naturaleza, o a procesos orgánicos fisiológicos del ser humano, gran parte de los siniestros son prevenibles y evitables. Un porcentaje menor de ellos se debe a fallas de fabricación de vehículos, lo cual no excluye atribuirles un "error humano consciente". Posteriores investigaciones de estos "incidentes" han corroborado esta afirmación. Los hechos de tráfico tienen diferentes escalas de gravedad, el tipo más grave se considera aquel del que resultan víctimas mortales, bajando la escala de gravedad cuando hay heridos graves, heridos leves, y el que origina daños materiales a los vehículos afectados. También pueden clasificarse los accidentes al número y tipo de vehículos involucrados, según esta categoría podríamos clasificar los accidentes en las siguientes categorías:
- Salidas de la vía, vuelco y pérdida de control
- Arrollamientos / atropellamientos.
- Colisiones (choques) entre dos vehículos
- Colisiones múltiples o en cadena

## Causas
Siempre hay una causa desencadenante que produce un hecho vial, que se puede agravar de forma considerable si por él resultan afectadas otras personas, además de la persona que lo desencadena. Asimismo, un accidente puede verse agravado si no se ha hecho uso adecuado de los medios preventivos que no lo evitan pero reducirían su gravedad. Por ejemplo, no llevar ajustado el cinturón de seguridad o no llevar puesto el casco si se conduce una motocicleta o bicicleta.

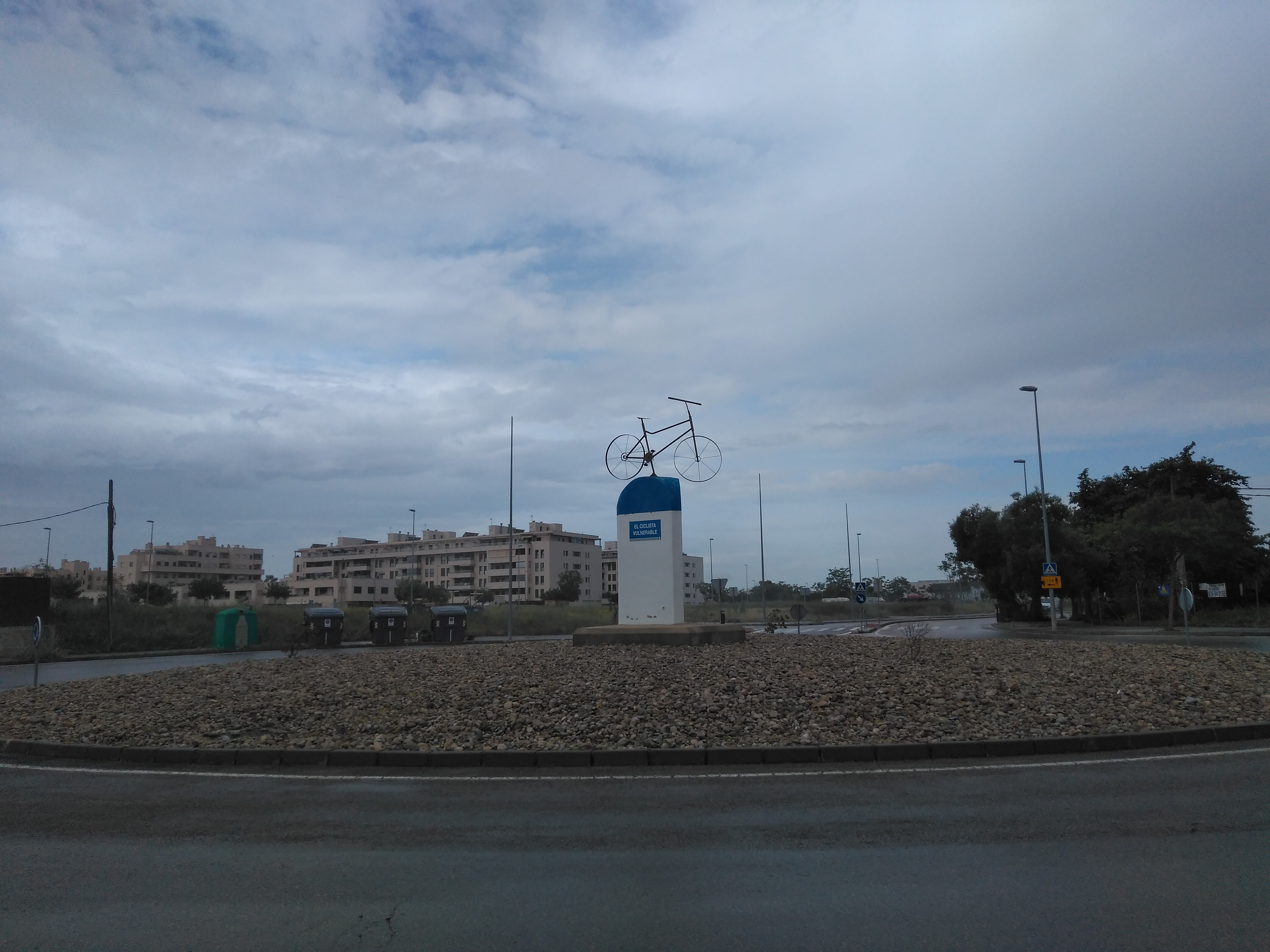
Monumento a "El Ciclista Vulnerable"

Las causas de los accidentes de tráfico suelen ocurrir principalmente por los siguientes factores:
- Factor humano: Los factores humanos son la causa del mayor porcentaje de los accidentes que afectan a vehículos y peatones. Así, por ejemplo, el 95 % de las colisiones son causadas por errores humanos.[9] Pueden convertirse en agravantes a la culpabilidad del conductor causante, según la legislación de cada país.
  - Conducir bajo los efectos de sustancias psicoactivas, tales como el alcohol (mayor causalidad de hechos viales), medicinas y estupefacientes.[10]
  - Realizar maniobras imprudentes y de omisión por parte del conductor.
  - Efectuar adelantamientos en lugares prohibidos (Choque frontal muy grave).
  - Desobedecer las señales de tráfico, por ejemplo saltarse un semáforo con luz roja o no detenerse frente a una señal de stop.
  - Circular por el carril contrario (en una curva o en un cambio de rasante).
  - Conducir con exceso de velocidad (produciendo vuelcos, salida del automóvil de la carretera, derrapes).
  - Usar inadecuadamente las luces del vehículo, especialmente en la noche.
  - Condiciones no aptas de salud física y mental/emocional del conductor o del peatón (ceguera, daltonismo, sordera, etc.).
  - Peatones que cruzan por lugares de riesgo con la intención de lastimarse a sí mismos, lanzan objetos resbaladizos al carril de circulación (aceites, piedras).
  - Inexperiencia del conductor al volante.
  - Fatiga del conductor como producto de la apnea o falta de sueño.[11]
  - Conducir distraído por usar el móvil al conducir, etc.[12]
  - Estado emocional alterado del conductor[13]

- Factor mecánico:
  - Vehículo en condiciones no adecuadas para su operación (sistemas averiados como frenos, dirección, neumáticos o suspensión).
  - Mantenimiento inadecuado del vehículo.
  - Fallas súbitas (estallido de neumáticos, desprendimiento de piezas, rotura de correas del motor, etc.)

- Factor climatológico y otros:
  - Niebla, humedad, derrumbes, zonas inestables, hundimientos.
  - Semáforo que funciona incorrectamente.
  - Condiciones de la vía (grietas, huecos, obstáculos sin señalización).

## Estadísticas de accidentes de tráfico

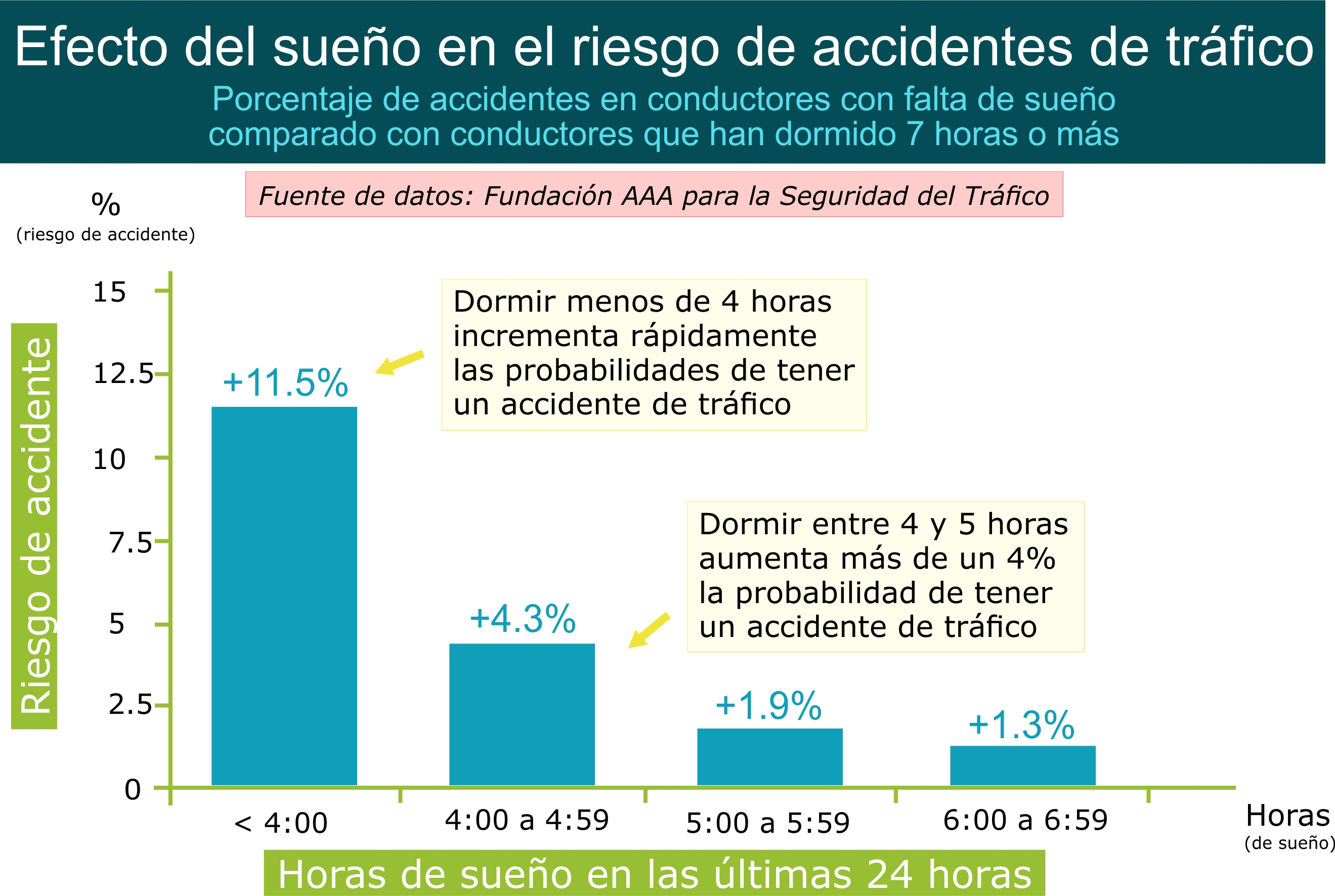
Dormir poco incrementa el riesgo de tener un accidente de tráfico respecto a las personas que duermen 7 horas o más.

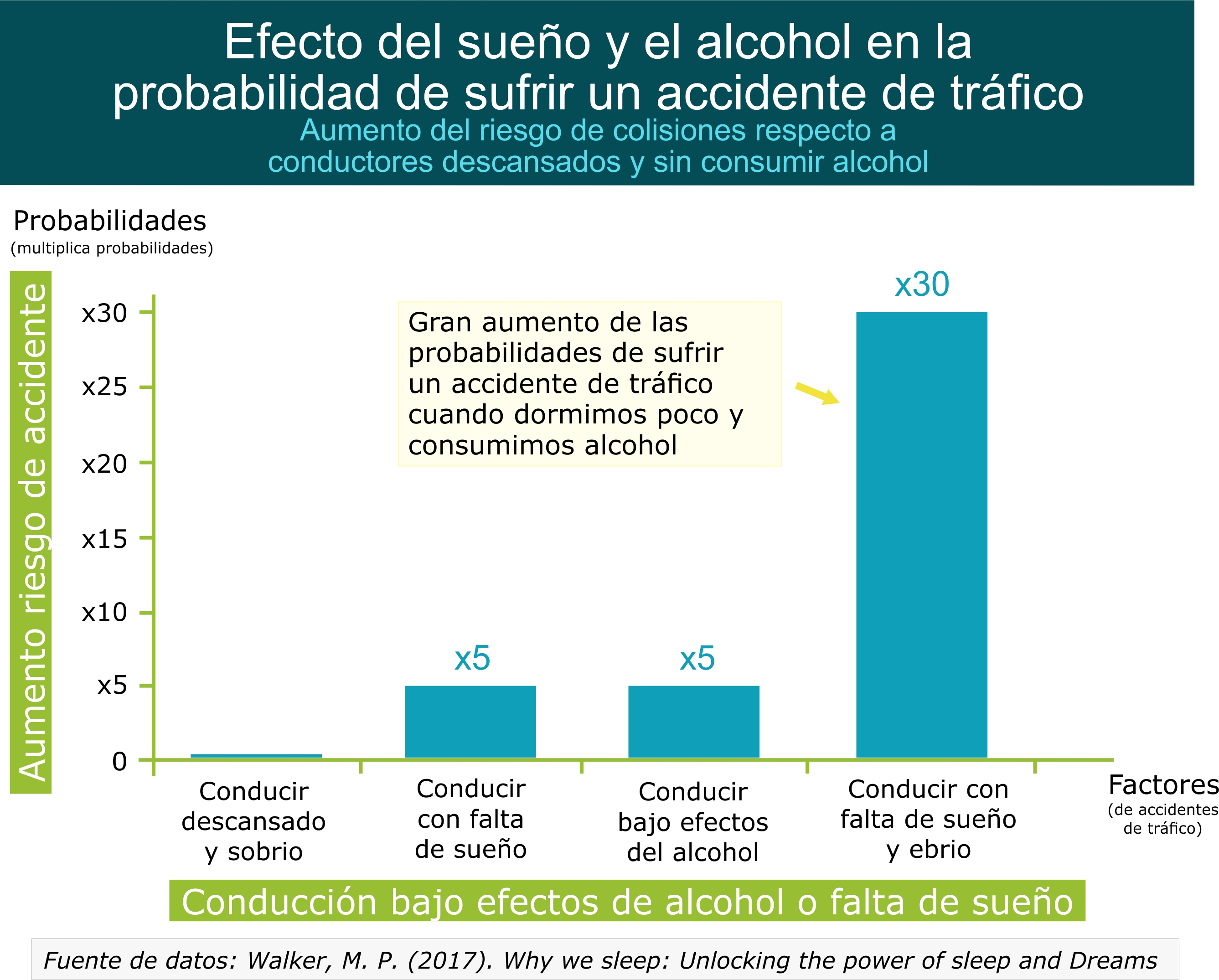
Probabilidad de sufrir un accidente de tráfico bajo efectos del alcohol o falta de sueño respecto a conductores descansados y sobrios

En Estados Unidos la organización National Highway Traffic Safety Administration o NHTSA reporta que en los Estados Unidos hubo 38,680 muertes a causa de los accidentes de tráfico en el año 2020.
En España, según estudios publicados, hay 52 fallecidos por millón de habitantes en las carreteras de la Unión Europea (UE). En una encuesta telefónica en 4.774 conductores, encontraron que el 5,8% de los conductores encuestados habían sufrido un accidente, y de ellos el 3,2% se relacionaban con somnolencia.
En un estudio español sobre 4002 conductores de vehículos, el 3,6% presentaron somnolencia habitual conduciendo; de estos, el 81% se habían quedado dormidos alguna vez al volante y el 25% lo hacían de forma habitual. Una de las causas principales de la somnolencia habitual conduciendo fueron las apneas de sueño.
El Índice de Cultura de Seguridad Vial 2019 de la Fundación AAA encontró una desaprobación generalizada de la conducción somnolienta entre los estadounidenses: más del 97 por ciento de los conductores desaprueban socialmente la conducción somnolienta y alrededor del 96 por ciento de los conductores identifican la conducción somnolienta como muy o extremadamente peligrosa. A pesar de estas actitudes, sólo el 29% piensa que los conductores somnolientos corren el riesgo de ser detenidos por la policía. Alrededor del 24% de los conductores admiten haber conducido estando tan cansados que les ha costado mantener los ojos abiertos, al menos una vez en los últimos 30 días. Aproximadamente el 21 por ciento de los accidentes automovilísticos fatales (que resultan en muerte o lesiones graves) involucran a un conductor somnoliento. Aún más sorprendente, más accidentes son causados por la conducción somnolienta que por las drogas y el alcohol combinados.

## Consecuencias

Tasa de mortalidad por accidentes de tráfico, por país.

Existen una cantidad de posibles consecuencias que resultan de un accidente de tráfico, ya sea por un pequeño roce o por un choque devastador. Los hechos viales ocasionan numerosos costes sociales, no solo en pérdida de vidas sino también en forma de lesiones temporales o permanentes a personas involucradas en accidentes de tráfico. Además frecuentemente las lesiones permanentes acarrean fuertes costes económicos tanto al estado, como a las compañías aseguradoras como a los individuos que los padecen. Se estima que, a principios del siglo XXI, cada año se producen entre 1,5 y 2 millones de muertos por causa de accidentes de tráfico, y en muchos países desarrollados constituye la principal causa de muerte entre los menores de 25 años. Actualmente Bangkok es la ciudad con más accidentes de tráfico del mundo.
La siniestralidad o peligrosidad tiene que ver con la probabilidad de ocurrencia de accidentes en un determinado tramo de carretera, un determinado tipo de vehículo o un grupo determinado de conductores. Por otra parte la vulnerabilidad tiene que ver con la posible ocurrencia de daños en caso de ocurrencia de accidente. Los elementos de seguridad pasiva y seguridad activa de los vehículos modernos se han previsto para disminuir la vulnerabilidad de las personas involucradas en accidentes.
En la mayor parte de países desarrollados se ha observado, en gran parte por la mejora de la seguridad de los vehículos, que el riesgo mortal por accidente ha disminuido, es decir, en caso de accidente se ha disminuido notablemente la probabilidad de muerte. Sin embargo, aunque ha disminuido la mortalidad, la proporción de lesionados (heridos que no fallecieron) en parte ha aumentado.
La mayor parte de fallecimientos en accidentes de tráfico están asociadas a traumatismos craneoencefálicos, a traumas torácicos y a laceración de órganos internos. Entre los heridos además de si son graves (riesgo de muerte) o leves (sin riesgo de muerte), debe distinguirse también entre heridos con lesiones permanentes y heridos con lesiones pasajeras.

## Incidentes viales conocidos
En 1885 Karl Benz y Gottlieb Daimler fabricaron, de forma independiente, un vehículo autopropulsado con gasolina, motor de un único cilindro de cuatro tiempos que revolucionaría el mundo, no solo por sus ventajas en los desplazamientos, sino también porque es el motor de la industria y la organización del trabajo en cadena, con los aportes de Henry Ford.

### Primeros accidentes de tráfico en el mundo sin colisión
El primer accidente del que se tienen constancia ocurrió en 1869, en Irlanda. Mary Ward falleció a los 42 años de edad, el 31 de agosto de 1869, tras caer de un vehículo con motor de vapor diseñado por su primo. Era una eminente científica y pionera en los campos de la microscopia y telescopia.
En el Reino Unido, la primera persona fallecida por causa de un coche con motor de combustión fue Bridget Driscoll, de Croydon, Surrey, de 44 años de edad y madre de dos hijos. Ocurrió en Londres el 17 de agosto de 1896, cuando caminaba con su hija y una amiga resultó atropellada a una velocidad de 7 km/h. El coche era de una compañía anglo-francesa (la Roger-Benz) que hacía paseos de demostración al público, conducidos por el empleado Arthur Edsell. Llevaba conduciendo solamente tres semanas. Después de una investigación de seis horas, el veredicto del jurado fue de “muerte accidental,” y no se llevó a cabo ningún procesamiento legal en contra del conductor ni de la compañía. La velocidad fue calificada de tremenda y el médico forense aseguró que esperaba que algo así nunca más volviera a pasar.

### Primeros siniestros fatales con vehículo automotor
El 12 de febrero de 1898 ocurrió la primera colisión fatal de un coche en Purley, Surrey, Reino Unido. El automóvil de Henry Lindfield, un hombre de negocios, se estrelló contra un árbol y él murió horas más tarde en el hospital de Croydon. Una vez más, el veredicto fue "muerte accidental".